# Rio Azul (kommun)
Rio Azul är en kommun i Brasilien.   Den ligger i delstaten Paraná, i den södra delen av landet, 1 100 km söder om huvudstaden Brasília. Antalet invånare är 14 093.
I omgivningarna runt Rio Azul växer i huvudsak städsegrön lövskog. Runt Rio Azul är det ganska glesbefolkat, med 23 invånare per kvadratkilometer.